# Samuel Slovák
Samuel Slovák (Nitra, 17 ottobre 1975) è un allenatore di calcio ed ex calciatore slovacco, di ruolo centrocampista, vice allenatore della Nazionale slovacca.

## Caratteristiche tecniche
Era un centrocampista.

## Carriera

### Allenatore
Il 7 giugno 2022, in seguito alla clamorosa sconfitta casalinga in UEFA Nations League 2022-2023 della Slovacchia contro il Kazakistan, la Federazione slovacca decide l'esonero del commissario tecnico Štefan Tarkovič e lo nomina ad interim alla guida della nazionale balcanica, per i restanti impegni stagionali, in coppia con Marek Mintál.

## Statistiche

### Statistiche da allenatore

#### Nazionale
Statistiche aggiornate al 9 luglio 2022.
| Squadra           | Naz                   | dal               | al                | Record | Record | Record | Record | Record | Record | Record | Record     |
| Squadra           | Naz                   | dal               | al                | G      | V      | N      | P      | GF     | GS     | DR     | % Vittorie |
| ----------------- | --------------------- | ----------------- | ----------------- | ------ | ------ | ------ | ------ | ------ | ------ | ------ | ---------- |
| Slovacchia        | Slovacchia (bandiera) | 7 giugno 2022     | 9 luglio 2022     | 2      | 1      | 0      | 1      | 2      | 2      | +0     | 50,00      |
| Totale Slovacchia | Totale Slovacchia     | Totale Slovacchia | Totale Slovacchia | 2      | 1      | 0      | 1      | 2      | 2      | −0     | 50,00      |

#### Nazionale nel dettaglio
| giu.-lug. 2022    | Slovacchia        | UEFA Nations League 2022-2023 | Sub, (Ad interim) | 2 | 1 | 0 | 1 | 50,00 | 2 | 2 | 0 |
| Totale Slovacchia | Totale Slovacchia | Totale Slovacchia             | Totale Slovacchia | 2 | 1 | 0 | 1 | 50,00 | 2 | 2 | 0 |

#### Panchine da commissario tecnico della nazionale slovacca
| Cronologia completa delle presenze e delle reti in nazionale ― Slovacchia | Cronologia completa delle presenze e delle reti in nazionale ― Slovacchia | Cronologia completa delle presenze e delle reti in nazionale ― Slovacchia | Cronologia completa delle presenze e delle reti in nazionale ― Slovacchia | Cronologia completa delle presenze e delle reti in nazionale ― Slovacchia | Cronologia completa delle presenze e delle reti in nazionale ― Slovacchia | Cronologia completa delle presenze e delle reti in nazionale ― Slovacchia | Cronologia completa delle presenze e delle reti in nazionale ― Slovacchia |
| Data                                                                      | Città                                                                     | In casa                                                                   | Risultato                                                                 | Ospiti                                                                    | Competizione                                                              | Reti                                                                      | Note                                                                      |
| ------------------------------------------------------------------------- | ------------------------------------------------------------------------- | ------------------------------------------------------------------------- | ------------------------------------------------------------------------- | ------------------------------------------------------------------------- | ------------------------------------------------------------------------- | ------------------------------------------------------------------------- | ------------------------------------------------------------------------- |
| 10-6-2022                                                                 | Baku                                                                      | Azerbaigian                                                               | 0 – 1                                                                     | Slovacchia                                                                | UEFA Nations League 2022-2023 - Lega C                                    | Vladimír Weiss                                                            | Cap: P.Pekarík                                                            |
| 13-6-2022                                                                 | Astana                                                                    | Kazakistan                                                                | 2 – 1                                                                     | Slovacchia                                                                | UEFA Nations League 2022-2023 - Lega C                                    | Albert Rusnák                                                             | Cap: J.Kucka                                                              |
| Totale                                                                    |                                                                           | Presenze                                                                  | 2                                                                         |                                                                           | Reti                                                                      | 2                                                                         |                                                                           |

## Palmarès

### Giocatore
- Campionato slovacco: 3

Slovan Bratislava: 1994-1995, 1995-1996, 2008-2009
- Slovenský Superpohár: 3

Slovan Bratislava: 1995, 1996, 2009
- Slovenský Pohár: 1

Slovan Bratislava: 1996-1997
- Campionato ceco: 1

Slovan Liberec: 2002-2003
- 2. Fußball-Bundesliga: 1

Norimberga: 2003-2004

### Allenatore
- Campionato slovacco: 2

Slovan Bratislava: 2012-2013
- Coppa di Slovacchia: 1

Slovan Bratislava: 2012-2013